# Fratelli Sberlicchio
I Fratelli Sberlicchio erano un gruppo musicale italiano formatosi nel 1998 a Torino e scioltosi nel 2010.
Il loro progetto “Tormentone Project” acquista visibilità con il videoclip Parlami d'amore remix, rivisitazione in chiave ironica dell'omonimo brano dei Negramaro.
I brani riscuotono discreto successo sul web e sono stati trasmessi durante lo show radiofonico Sciambola! in onda su Radio Deejay condotto da Albertino, Digei Angelo e Roberto Ferrari.
A marzo 2008, grazie alla reinterpretazione del brano sanremese Il mio amico di Anna Tatangelo partecipano alla trasmissione televisiva Quelli che il calcio, condotta da Simona Ventura.
Hanno in totale realizzato tre album: Mucche pazze (2001), Discodelirio (2005) e Mesh-Up (2007).

## Storia del gruppo
Il nome è tratto dalla parola dialettale “sberlicchè” cioè “leccare in modo buffo” e racchiude l'ideologia irriverente su cui si fonda il gruppo, che nacque nel 1998 fondato da Gianluca Marino, Alberto Drandi e Dino Mazzeo che contattarono musicisti a Torino.
Nel 1999 hanno registrato un demo tape dal titolo Tromba. L'anno successivo pubblicano il primo singolo Ballo Ballo, cover di un brano di Raffaella Carrà.
Nel 2001 esce il primo album, Mucche Pazze e la band si esibisce in concerti per l'Italia.
Nel 2002 ideano lo spettacolo teatrale Superclassifica Show, presentato al teatro Colosseo di Torino. In seguito continuano i concerti anche in Svizzera. Tra la fine del 2003 e i primi mesi del 2004 i Fratelli Sberlicchio partecipano a diverse puntate della trasmissione televisiva Music Zoo in onda su rete All Music. Il 17 marzo 2005 il gruppo è ospite di una puntata della trasmissione Markette condotta da Piero Chiambretti, in onda su La7.
Notati dagli stessi Subsonica, il brano I cantieri su Torino viene citato da La Stampa e i Fratelli ottengono uno speciale sulla home page del sito di MTV; in seguito appaiono live durante le Olimpiadi invernali.
A giugno il gruppo realizza le riprese del suo secondo videoclip El Diablo/The Beautiful People. Nel marzo 2007, parallelamente al Festival di Sanremo, la band realizza l'operazione Sanremo Festival del Tarocco per notare le somiglianze dei brani con altri precedenti. Il 5 maggio 2007 esce Mesh Up, terzo album.
Ad agosto gli Sberlicchio lanciano Parlami d'amore remix, il primo episodio di una serie di videoclip parodistici definita “Tormentone Project”. Il brano è il rifacimento in chiave ironica del tormentone estivo Parlami d'amore dei Negramaro, futuri vincitori del Festivalbar e ottiene successo su YouTube tanto da essere trasmesso da Radio Deejay. A questo fanno seguito a settembre Cambio posizione, remix di Cambio direzione di Francesco Renga e ad ottobre Il badile, parodia del brano + stile di J-Ax e The Styles. Il quarto episodio arriva a novembre con La manutenzione, remix del singolo La glaciazione dei Subsonica.
Nel febbraio 2008 durante il periodo di Sanremo i Fratelli lanciano la seconda edizione di Sanremo Festival del Tarocco. Quest'anno a ospitare i “plagi” svelati dal gruppo è Radio Deejay. Quindi esce il brano Il luogo comune è mio amico, parodia del brano Il mio amico della seconda classificata in gara Anna Tatangelo, che eseguono live sul palco di Quelli che il calcio.
Nell'estate 2008 esce Non ti scordar mai di me remix, parodia del fenomeno musicale Giusy Ferreri, uscita da X Factor. A novembre, in sostegno della protesta degli studenti universitari contro il Decreto Gelmini, realizzano il remix di Love Show dei Sonohra, che si trasforma in School show.

## Formazione

### Formazione originale
- Laura Assom - voce
- Gianluca Marino - voce
- Gigi schicchi - voce
- Dino Mazzeo - batteria
- Alberto Drandi - basso
- Massimiliano Bellarosa - chitarra
- Gigi Gentile - tastiere

### Componenti successivi
- Cristina Visentin - voce
- Gianluca “GiaInlu” Marino - voce
- Franco "Frank" Rubino - voce
- Giorgio "Jason" Magnetti - voce
- Max Bellarosa - chitarra
- Jeky Varlese - basso
- Luca Costanzo - batteria

## Discografia
- 2001 - Mucche pazze
- 2005 - Discodelirio
- 2007 - Mesh-Up